# 中松澗之助
中松 澗之助（なかまつ かんのすけ、1895年（明治28年）11月1日 - 1973年（昭和48年）3月20日）は、日本の弁護士、弁理士。日本弁護士連合会会長、日本弁理士会会長、国際工業所有権保護協会日本部会（現日本国際知的財産保護協会）会長。

## 略歴
1895年（明治28年）11月出生。中松盛雄の長男。1921年（大正10年）3月、京都帝国大学法学部英法科を卒業し東京帝国大学大学院に入り産業法を専攻。弁護士・弁理士資格を取得し、1946年（昭和21年）には、父・盛雄が開設した中松特許法律事務所の代表となる。
1963年（昭和38年）に、国際工業所有権保護協会日本部会の第2代会長に就任。日本国際知的財産保護協会では、その功績を記念して1996年（平成8年）にAIPPI中松記念スカラーシップ（中松澗之助スカラーシップ）を設けている。また、1966年（昭和41年）には、日本弁護士連合会の第17代会長に就任している。

## 人物
族籍は和歌山県士族だった。趣味は運動、音楽、旅行。宗教は基督教。住所は東京市大森区新井宿。
詩人で弁護士の中村稔は、中松のもとで働いていたことがあり、後に中松特許法律事務所の後身である中村合同特許法律事務所の代表となっている。

## 家族・親族
中松家
- 父・盛雄（1865年 - 1952年、和歌山県士族、官僚、弁護士、弁理士） - 特許局（現在の特許庁）長を務めた[4]。
- 妻・皆（1904年 - ?、東京、納村章吉の二女）[4]

## 著書
- 『国際工業所有権法の諸問題 - 故中松澗之助先生追悼論文集』国際工業所有権保護協会日本部会、1976年。